# Patricia Sequeira
Patrícia Sequeira (Lisboa, 22 de diciembre de 1973) es una cineasta portuguesa, conocida por haber dirigido la telenovela ganadora de un Emmy, Laços de Sangue y las películas Jogo de Damas, Snu y Bem Bom.

## Trayectoria
Patrícia Ferraz de Sequeira nació en Lisboa, el 22 de diciembre de 1973.
Dirigió y coordinó varias telenovelas y series de televisión transmitidas por RTP y SIC, entre ellas Laços de Sangue, ganadora de un Emmy en 2011.
Su primer largometraje, Checkers, estrenado en 2015, contó con la participación en el reparto de Ana Nave, Ana Padrão, Fátima Belo, María João Luis y Rita Blanco. En 2016 esta película fue premiada con el Laurel a la Excelencia en el Concurso Internacional de Cine Accolade,  el Premio al Mejor Director y al Mejor Guion en el Festival Internacional de Cine de Chipre; Premio Arcoíris.
El trabajo de dirección de Patrícia Sequeira ha sido reconocido internacionalmente, habiendo sido premiada y nominada a varios premios como el premio al Mejor Programa de Ficción 2017 de los Premios Autores.
En 2019 se estrenó la película Snu, que cuenta la historia de amor entre la fundadora de Publicações Dom Quixote Snu Abecassis y el primer ministro portugués Sá Carneiro, protagonizada por Inês Castelo-Branco. Obtuvo cinco nominaciones a los Premios Sophia. En 2020, produjo Bem Bom, que retrata la carrera del grupo musical Doce, la primera girl band portuguesa, cuyo estreno debió aplazarse a 2021 debido a las restricciones impuestas por la pandemia de Covid-19.

## Reconocimientos
En 2011 ganó el Premio a la Mejor Telenovela en los Emmy Internacionales la telenovela Laços de Sangue.
En 2016, con la película Checkers recibió el Premio Laurel a la Excelencia en el Concurso Internacional de Cine Accolade, Premio al Mejor Director y al Mejor Guion en el Festival Internacional de Cine de Chipre, el Premio Arcoiris y el Premio al Mejor Guion y Mejor Película Internacional en Los Angeles Movie Awards. Además Ana Padrão ganó el premio a Mejor actriz en dicho festival.
En 2017 su serie Terapia ganó el premio al Mejor Programa de Ficción en los Premios Autores. En 2020, Snu fue nominada a 5 Premios Sophia y obtuvo el Premio a la Mejor Película Portuguesa en el Bragacine, el Festival Internacional de Cine Independiente de Braga.

## Obras
A lo largo de su carrera, ha coordinado y dirigido películas, telenovelas y varias series de televisión.

#### Filmografía
- 2015 - Damas [10]
- 2019 - Snu (película biográfica que cuenta la historia de amor entre Snu de Abecassis y Sá Carneiro) [17]
- 2020 - Muy bueno [18][19]

#### Televisión
Patrícia Sequeira dirigió y coordinó varias telenovelas y series de televisión transmitidas por RTP, SIC/OPTO y TVI:
- 2001 - Avaricia (telenovela de SIC)
- 2002 - Furia de vivir (telenovela de SIC)
- 2006 - Dulce Fugitivo (telenovela de TVI)
- 2007 - Cuéntame cómo fue (serie RTP) [20][21]
- 2008 - Vila Faia (serie RTP)
- 2008 - Libertad 21 (serie RTP) [22]
- 2009 - Corazón Perfecto (telenovela de SIC) [23]
- 2010 - Ciudad Desnuda (serie RTP) [24]
- 2010 - Lazos de sangre (telenovela de SIC)
- 2013 - Sol de Invierno (telenovela de SIC)
- 2013 - Después del adiós (serie RTP)
- 2014 - Mar Salado (telenovela de SIC)
- 2016 - Amor más grande (telenovela de SIC)
- 2016 - Terapia (serie RTP) [8]
- 2018 - Verano M (serie RTP) [2]
- 2019 - Un deseo de Navidad (película de televisión de SIC)
- 2020 - El Club (serie OPTO )
- 2021 - Arresto domiciliario (serie OPTO )